# Sohen Biln
Sohen Biln (17 de junio de 1939-27 de marzo de 2012) fue un deportista canadiense que compitió en remo como timonel. Participó en los Juegos Olímpicos de Roma 1960, obteniendo una medalla de plata en la prueba de ocho con timonel.

## Palmarés internacional
| Juegos Olímpicos | Juegos Olímpicos | Juegos Olímpicos | Juegos Olímpicos |
| Año              | Lugar            | Medalla          | Prueba           |
| ---------------- | ---------------- | ---------------- | ---------------- |
| 1960             | Roma (Italia)    | Medalla de plata | Ocho con timonel |